# Euthydemos II.

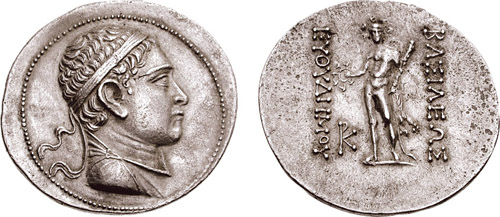
Münze Euthydemos’ II.

Euthydemos II. (altgriechisch Εὐθύδημος Euthýdēmos) war ein König des griechisch-baktrischen Königreiches, der um 180 v. Chr. regierte. Er ist nur von seinen Münzen bekannt.
Euthydemos II. war vielleicht ein Sohn von Euthydemos I. oder Demetrios I. und regierte nach dem letzteren oder als dessen Vasallenkönig. Seine Münzen zeigen ihn als sehr jungen Mann, wohl weil er sehr früh starb. Einige seiner Münzen bestehen aus Nickel.